# Balonmano en los Juegos Asiáticos de la Juventud 2013
El balonmano fue una disciplina participante en los Juegos Asiáticos de la Juventud 2013; los partidos se disputaron en el Nanjing Olympic Sports Centre Gymnasium, única sede de los torneos. Este estadio está ubicado en Nankín, China, ciudad donde se realizaron los Juegos Asiáticos de la Juventud 2013. Constó de dos torneos, uno masculino, con 16 participantes, y otro femenino, con tan solo 6. Ambos torneos sirvieron de clasificatorias asiáticas para los torneos de balonmano de Nankín 2014, tanto para masculino cómo para femenino. 

## Torneo Masculino
| Grupo A  | Grupo B        | Grupo C      | Grupo D       |
| -------- | -------------- | ------------ | ------------- |
| Catar    | Arabia Saudita | Baréin       | Corea del Sur |
| Irán     | China          | China Taipéi | Hong Kong     |
| Vietnam  | Iraq           | Kuwait       | Kazajistán    |
| Pakistán | Mongolia       | Tailandia    | Siria         |

### Formato
En la primera fase, los 16 equipos participantes se dividirán en cuatro grupos de cuatro integrantes cada uno, de los cuales jugarán un sistema todos contra todos a rueda simple, pasarán solamente los dos primeros de cada grupo.
En la segunda fase, los 8 perdedores jugarán para definir las posiciones bajas del torneo, los 4 equipos que finalizaron últimos en su grupo, competirán en una eliminatoria para definir los puestos del 13° al 16°, con una eliminatoria directa de solo 4 partidos; mientras que los 4 equipos que hayan terminado 3°, harán el mismo procedimiento, solamente que definirán las posiciones de la 9° a la 12°. Por otro lado, los 8 clasificados de la primera fase, se dividirán en dos grupos de 4 equipos cada uno, aquí se hará el mismo procedimiento que la primera fase, pasando solamente los dos mejores de cada grupo y competiendo en un sistema de todos contra todos en rueda simple de partidos.
En la tercera fase, al igual que en la segunda, los cuatro equipos que no lograron clasificar, jugarán partidos para definir las posiciones finales: los dos equipos que finalizaron en cuarta posición en los grupos, disputarán un partido entre sí para definir el 7° lugar de la competencia, mientras que los equipos que finalizaron en 3° lugar en la segunda fase, disputarán un partido entre sí para definir el 5° lugar. Por otro lado, los equipos que si lograron clasificar, se enfrentarán en eliminatoria directa, consistiendo esta en semifinales y final, los equipos estarán emparejado de la siguiente manera:
- 1° del grupo A vs 2° del grupo B
- 1° del grupo B vs 2° del grupo A

Los perdedores de las semifinales jugarán un partido entre sí para definir el 3° puesto de la competencia y la medalla de bronce de la misma, mientras que los ganadores jugarán la final del torneo, y el ganador obtendrá la medalla de oro del torneo y se clasificará a los Juegos Olímpicos de la Juventud 2014, que se disputarán en Nankín, China, el perdedor de la final, obtendrá la medalla de plata. Otra cosa, es que si China ganaba esta competencia y en 2014 decidía participar en los Juegos Olímpicos de la Juventud 2014, en el torneo masculino, el representante asiático iba a ser el 2°, cosa que finalmente no sucedió.

### 1ª fase de grupos

#### Grupo A
| Equipo   | Pts. | PJ | PG | PE | PP | GF  | GC  | Dif |
| -------- | ---- | -- | -- | -- | -- | --- | --- | --- |
| Catar    | 6    | 3  | 3  | 0  | 0  | 128 | 38  | 90  |
| Irán     | 4    | 3  | 2  | 0  | 1  | 119 | 41  | 78  |
| Pakistán | 2    | 3  | 1  | 0  | 2  | 40  | 132 | -92 |
| Vietnam  | 0    | 3  | 0  | 0  | 3  | 32  | 108 | -76 |

| 13 de agosto de 2013 | Irán | 55 - 12 | Pakistán | Nanjing Olympic Sports Centre Gymnasium, Nankín, China |  |

| 13 de agosto de 2013 | Catar | 44 - 10 | Vietnam | Nanjing Olympic Sports Centre Gymnasium, Nankín, China |  |

| 14 de agosto de 2013 | Pakistán | 7 - 61 | Catar | Nanjing Olympic Sports Centre Gymnasium, Nankín, China |  |

| 14 de agosto de 2013 | Vietnam | 6 - 43 | Irán | Nanjing Olympic Sports Centre Gymnasium, Nankín, China |  |

| 15 de agosto de 2013 | Pakistán | 21 - 16 | Vietnam | Nanjing Olympic Sports Centre Gymnasium, Nankín, China |  |

| 15 de agosto de 2013 | Irán | 21 - 23 | Catar | Nanjing Olympic Sports Centre Gymnasium, Nankín, China |  |

#### Grupo B
| Equipo         | Pts. | PJ | PG | PE | PP | GF  | GC  | Dif  |
| -------------- | ---- | -- | -- | -- | -- | --- | --- | ---- |
| Arabia Saudita | 6    | 3  | 3  | 0  | 0  | 141 | 60  | 81   |
| Irak           | 4    | 3  | 2  | 0  | 1  | 104 | 61  | 43   |
| China          | 2    | 3  | 1  | 0  | 2  | 108 | 76  | 32   |
| Mongolia       | 0    | 3  | 0  | 0  | 3  | 26  | 182 | -156 |

| 13 de agosto de 2013 | Arabia Saudita | 75 - 7 | Mongolia | Nanjing Olympic Sports Centre Gymnasium, Nankín, China |  |

| 13 de agosto de 2013 | China | 25 - 27 | Irak | Nanjing Olympic Sports Centre Gymnasium, Nankín, China |  |

| 14 de agosto de 2013 | China | 26 - 38 | Arabia Saudita | Nanjing Olympic Sports Centre Gymnasium, Nankín, China |  |

| 14 de agosto de 2013 | Mongolia | 8 - 50 | Irak | Nanjing Olympic Sports Centre Gymnasium, Nankín, China |  |

| 15 de agosto de 2013 | China | 57 - 11 | Mongolia | Nanjing Olympic Sports Centre Gymnasium, Nankín, China |  |

| 15 de agosto de 2013 | Arabia Saudita | 28 - 27 | Irak | Nanjing Olympic Sports Centre Gymnasium, Nankín, China |  |

#### Grupo C
| Equipo       | Pts. | PJ | PG | PE | PP | GF | GC | Dif |
| ------------ | ---- | -- | -- | -- | -- | -- | -- | --- |
| Baréin       | 6    | 3  | 3  | 0  | 0  | 93 | 70 | 23  |
| Kuwait       | 4    | 3  | 2  | 0  | 1  | 87 | 74 | 13  |
| China Taipéi | 2    | 3  | 1  | 0  | 2  | 80 | 88 | -8  |
| Tailandia    | 0    | 3  | 0  | 0  | 3  | 68 | 96 | -28 |

| 13 de agosto de 2013 | Kuwait | 37 - 22 | Tailandia | Nanjing Olympic Sports Centre Gymnasium, Nankín, China |  |

| 13 de agosto de 2013 | Baréin | 34 - 28 | China Taipéi | Nanjing Olympic Sports Centre Gymnasium, Nankín, China |  |

| 14 de agosto de 2013 | Tailandia | 23 - 32 | Baréin | Nanjing Olympic Sports Centre Gymnasium, Nankín, China |  |

| 14 de agosto de 2013 | China Taipéi | 25 - 31 | Kuwait | Nanjing Olympic Sports Centre Gymnasium, Nankín, China |  |

| 15 de agosto de 2013 | Tailandia | 23 - 27 | China Taipéi | Nanjing Olympic Sports Centre Gymnasium, Nankín, China |  |

| 15 de agosto de 2013 | Kuwait | 19 - 27 | Baréin | Nanjing Olympic Sports Centre Gymnasium, Nankín, China |  |

#### Grupo D
| Equipo        | Pts. | PJ | PG | PE | PP | GF  | GC  | Dif |
| ------------- | ---- | -- | -- | -- | -- | --- | --- | --- |
| Corea del Sur | 6    | 3  | 3  | 0  | 0  | 128 | 45  | 83  |
| Siria         | 4    | 3  | 2  | 0  | 1  | 89  | 88  | 1   |
| Kazajistán    | 1    | 3  | 0  | 1  | 2  | 71  | 106 | -36 |
| Hong Kong     | 1    | 3  | 0  | 1  | 2  | 63  | 111 | -48 |

| 13 de agosto de 2013 | Siria | 32 - 29 | Kazajistán | Nanjing Olympic Sports Centre Gymnasium, Nankín, China |  |

| 13 de agosto de 2013 | Corea del Sur | 46 - 11 | Hong Kong | Nanjing Olympic Sports Centre Gymnasium, Nankín, China |  |

| 14 de agosto de 2013 | Kazajistán | 16 - 49 | Corea del Sur | Nanjing Olympic Sports Centre Gymnasium, Nankín, China |  |

| 14 de agosto de 2013 | Hong Kong | 26 - 39 | Siria | Nanjing Olympic Sports Centre Gymnasium, Nankín, China |  |

| 15 de agosto de 2013 | Corea del Sur | 33 - 18 | Siria | Nanjing Olympic Sports Centre Gymnasium, Nankín, China |  |

| 15 de agosto de 2013 | Kazajistán | 26 - 26 | Hong Kong | Nanjing Olympic Sports Centre Gymnasium, Nankín, China |  |

### Eliminatoria para perdedores de la 1ª fase de grupos

#### Partidos Iniciales

##### Partidos para los cuartos
| 17 de agosto de 2013 | Vietnam | 14 - 31 | Tailandia | Nanjing Olympic Sports Centre Gymnasium, Nankín, China |  |

| 17 de agosto de 2013 | Mongolia | 20 - 38 | Hong Kong | Nanjing Olympic Sports Centre Gymnasium, Nankín, China |  |

##### Partidos para los terceros
| 17 de agosto de 2013 | Pakistán | 18 - 40 | China Taipéi | Nanjing Olympic Sports Centre Gymnasium, Nankín, China |  |

| 17 de agosto de 2013 | China | 36 - 20 | Kazajistán | Nanjing Olympic Sports Centre Gymnasium, Nankín, China |  |

#### Partidos finales

##### Partido por el 15° puesto
| 19 de agosto de 2013 | Vietnam | 29 - 14 | Mongolia | Nanjing Olympic Sports Centre Gymnasium, Nankín, China |  |

##### Partido por el 13° puesto
| 19 de agosto de 2013 | Tailandia | 29 - 25 | Hong Kong | Nanjing Olympic Sports Centre Gymnasium, Nankín, China |  |

##### Partido por el 11° puesto
| 19 de agosto de 2013 | Pakistán | 25 - 32 | Kazajistán | Nanjing Olympic Sports Centre Gymnasium, Nankín, China |  |

##### Partido por el 9° puesto
| 19 de agosto de 2013 | China Taipéi | 38 - 30 | China | Nanjing Olympic Sports Centre Gymnasium, Nankín, China |  |

### 2ª fase de grupos

#### Grupo 1
| Equipo | Pts. | PJ | PG | PE | PP | GF | GC | Dif |
| ------ | ---- | -- | -- | -- | -- | -- | -- | --- |
| Catar  | 6    | 3  | 3  | 0  | 0  | 80 | 52 | 28  |
| Baréin | 4    | 3  | 2  | 0  | 1  | 80 | 76 | 4   |
| Irak   | 2    | 3  | 1  | 0  | 2  | 70 | 79 | -9  |
| Siria  | 0    | 3  | 0  | 0  | 3  | 53 | 76 | -23 |

| 17 de agosto de 2013 | Catar | 36 - 23 | Irak | Nanjing Olympic Sports Centre Gymnasium, Nankín, China |  |

| 17 de agosto de 2013 | Baréin | 35 - 26 | Siria | Nanjing Olympic Sports Centre Gymnasium, Nankín, China |  |

| 18 de agosto de 2013 | Siria | 10 - 19 | Catar | Nanjing Olympic Sports Centre Gymnasium, Nankín, China |  |

| 18 de agosto de 2013 | Irak | 25 - 26 | Baréin | Nanjing Olympic Sports Centre Gymnasium, Nankín, China |  |

| 19 de agosto de 2013 | Catar | 25 - 19 | Baréin | Nanjing Olympic Sports Centre Gymnasium, Nankín, China |  |

| 19 de agosto de 2013 | Siria | 17 - 22 | Irak | Nanjing Olympic Sports Centre Gymnasium, Nankín, China |  |

#### Grupo 2
| Equipo         | Pts. | PJ | PG | PE | PP | GF | GC | Dif |
| -------------- | ---- | -- | -- | -- | -- | -- | -- | --- |
| Corea del Sur  | 6    | 3  | 3  | 0  | 0  | 86 | 71 | 15  |
| Arabia Saudita | 4    | 3  | 2  | 0  | 1  | 78 | 76 | 2   |
| Kuwait         | 2    | 3  | 1  | 0  | 2  | 76 | 83 | -7  |
| Irán           | 0    | 3  | 0  | 0  | 3  | 73 | 83 | -10 |

| 17 de agosto de 2013 | Arabia Saudita | 29 - 27 | Kuwait | Nanjing Olympic Sports Centre Gymnasium, Nankín, China |  |

| 17 de agosto de 2013 | Corea del Sur | 29 - 24 | Irán | Nanjing Olympic Sports Centre Gymnasium, Nankín, China |  |

| 18 de agosto de 2013 | Irán | 22 - 27 | Arabia Saudita | Nanjing Olympic Sports Centre Gymnasium, Nankín, China |  |

| 18 de agosto de 2013 | Kuwait | 25 - 30 | Corea del Sur | Nanjing Olympic Sports Centre Gymnasium, Nankín, China |  |

| 19 de agosto de 2013 | Arabia Saudita | 22 - 27 | Corea del Sur | Nanjing Olympic Sports Centre Gymnasium, Nankín, China |  |

| 19 de agosto de 2013 | Kuwait | 27 - 24 | Irán | Nanjing Olympic Sports Centre Gymnasium, Nankín, China |  |

### Partidos para perdedores de la 2ª fase de grupos

#### Partido por el 7° puesto
| 21 de agosto de 2013 | Siria | 26 - 42 | Irán | Nanjing Olympic Sports Centre Gymnasium, Nankín, China |  |

#### Partido por el 5° puesto
| 21 de agosto de 2013 | Irak | 30 - 25 | Kuwait | Nanjing Olympic Sports Centre Gymnasium, Nankín, China |  |

### Fase final
|  | Semifinales    | Semifinales   |    |                | Final        | Final        |  |
|  | 21 de agosto   | 21 de agosto  |    |                | 23 de agosto | 23 de agosto |  |
|  |                |               |    |                |              |              |  |
|  | 21 de agosto   |               |    |                |              |              |  |
|  | Catar          | 30            |    |                |              |              |  |
|  | Arabia Saudita | 25            |    |                |              |              |  |
|  |                |               |    |                |              |              |  |
|  |                |               |    |                | 23 de agosto |              |  |
|  |                |               |    |                | Catar        | 28           |  |
|  |                | Corea del Sur | 21 |                |              |              |  |
|  |                |               |    |                |              |              |  |
|  |                |               |    |                |              |              |  |
|  |                |               |    |                | Tercer lugar |              |  |
|  | 21 de agosto   | 21 de agosto  |    | 23 de agosto   | 23 de agosto |              |  |
|  | Corea del Sur  | 36            |    | Arabia Saudita | 21           |              |  |
|  | Bareín         | 32            |    |                | Baréin       | 22           |  |

#### Partidos en detalle

##### Semifinales
| 21 de agosto de 2013 | Catar | 30 - 25 | Arabia Saudita | Nanjing Olympic Sports Centre Gymnasium, Nankín, China |  |

| 21 de agosto de 2013 | Corea del Sur | 36 - 32 | Baréin | Nanjing Olympic Sports Centre Gymnasium, Nankín, China |  |

##### Tercer puesto
| 23 de agosto de 2013 | Arabia Saudita | 21 - 22 | Baréin | Nanjing Olympic Sports Centre Gymnasium, Nankín, China |  |

##### Final
| 23 de agosto de 2013 | Catar | 28 - 21 | Corea del Sur | Nanjing Olympic Sports Centre Gymnasium, Nankín, China |  |

### Campeón y clasificado aJuegos Olímpicos de la Juventud 2014
| Bandera de Catar |
| Catar            |
| ---------------- |

## Torneo Femenino
| Participantes |
| ------------- |
| Corea del Sur |
| China         |
| Kazajistán    |
| Mongolia      |
| Tailandia     |
| Vietnam       |

### Resultados y tabla
| Equipo        | Pts. | PJ | PG | PE | PP | GF  | GC  | Dif  |
| ------------- | ---- | -- | -- | -- | -- | --- | --- | ---- |
| Corea del Sur | 10   | 5  | 5  | 0  | 0  | 213 | 92  | 121  |
| Kazajistán    | 8    | 5  | 4  | 0  | 1  | 141 | 113 | 28   |
| China         | 6    | 5  | 3  | 0  | 2  | 120 | 100 | 20   |
| Tailandia     | 4    | 5  | 2  | 0  | 3  | 147 | 123 | 24   |
| Vietnam       | 2    | 5  | 1  | 0  | 4  | 85  | 137 | -52  |
| Mongolia      | 0    | 5  | 0  | 0  | 5  | 39  | 180 | -141 |

|  | Clasificado para los Juegos Olímpicos de la Juventud 2014 |

NOTA: China clasificó a los Juegos Olímpicos de la Juventud 2014 por ser local de los mismos y porque el Comité Nacional Chino optó por el torneo femenino.

### Formato
El torneo consistirá en una hexagonal, en el cual los seis participantes disputarán un sistema todos contra todos a una sola rueda, y acorde a las posiciones se entregarán las medallas de oro, de plata y bronce (primero, segundo y tercero), además, el primero clasificará a los Juegos Olímpicos de la Juventud de Nankín 2014. 

#### Fecha 1
| 17 de agosto de 2013 | Vietnam | 12 - 25 | Kazajistán | Nanjing Olympic Sports Centre Gymnasium, Nankín, China |  |

| 17 de agosto de 2013 | Tailandia | 18 - 41 | Corea del Sur | Nanjing Olympic Sports Centre Gymnasium, Nankín, China |  |

| 17 de agosto de 2013 | China | 10 - 0 | Mongolia | Nanjing Olympic Sports Centre Gymnasium, Nankín, China |  |

#### Fecha 2
| 18 de agosto de 2013 | Kazajistán | 31 - 29 | Tailandia | Nanjing Olympic Sports Centre Gymnasium, Nankín, China |  |

| 18 de agosto de 2013 | Mongolia | 16 - 45 | Corea del Sur | Nanjing Olympic Sports Centre Gymnasium, Nankín, China |  |

| 18 de agosto de 2013 | China | 33 - 11 | Vietnam | Nanjing Olympic Sports Centre Gymnasium, Nankín, China |  |

#### Fecha 3
| 20 de agosto de 2013 | Corea del Sur | 40 - 13 | Vietnam | Nanjing Olympic Sports Centre Gymnasium, Nankín, China |  |

| 20 de agosto de 2013 | China | 22 - 23 | Kazajistán | Nanjing Olympic Sports Centre Gymnasium, Nankín, China |  |

| 20 de agosto de 2013 | Tailandia | 51 - 4 | Mongolia | Nanjing Olympic Sports Centre Gymnasium, Nankín, China |  |

#### Fecha 4
| 21 de agosto de 2013 | Tailandia | 25 - 12 | Vietnam | Nanjing Olympic Sports Centre Gymnasium, Nankín, China |  |

| 21 de agosto de 2013 | Kazajistán | 37 - 5 | Mongolia | Nanjing Olympic Sports Centre Gymnasium, Nankín, China |  |

| 21 de agosto de 2013 | Corea del Sur | 42 - 20 | China | Nanjing Olympic Sports Centre Gymnasium, Nankín, China |  |

#### Fecha 5
| 23 de agosto de 2013 | Vietnam | 37 - 14 | Mongolia | Nanjing Olympic Sports Centre Gymnasium, Nankín, China |  |

| 23 de agosto de 2013 | China | 35 - 24 | Tailandia | Nanjing Olympic Sports Centre Gymnasium, Nankín, China |  |

| 23 de agosto de 2013 | Corea del Sur | 45 - 25 | Kazajistán | Nanjing Olympic Sports Centre Gymnasium, Nankín, China |  |

### Campeón y clasificado aJuegos Olímpicos de la Juventud 2014
| Bandera de Corea del Sur |
| Corea del Sur            |
| ------------------------ |